# La Puebla de Cazalla
La Puebla de Cazalla er en by og kommune i det sydlige Spanien i provinsen Sevilla. Den har et indbyggertal på 10.799 (2024) indbyggere.